# روارك برادفورد
روارك برادفورد (بالإنجليزية: Roark Bradford)‏ (21 أغسطس 1896، مقاطعة لودردل في الولايات المتحدة - 1948، نيو أورلينز في الولايات المتحدة)؛ صحفي وروائي أمريكي. درس في جامعة كاليفورنيا.

## روابط خارجية
- روارك برادفورد على موقع الموسوعة البريطانية (الإنجليزية)
- روارك برادفورد على موقع قاعدة بيانات برودواي على الإنترنت (الإنجليزية)